# Enric Bataller i Ruiz
Enric Bataller i Ruiz   (Yverdon-les-Bains, 30 de maig de 1965 - València, 17 de desembre de 2024) va ser un advocat i polític valencià nascut a l'emigració, exdiputat al Congrés dels Diputats en la XI i XII legislatures per Compromís-Podemos-És el moment.
Va estudiar a l'Institut Lluís Vives de València, i a la Universitat de València, on es llicencià en història primer, i posteriorment en dret, on acabaria doctorant-se amb una tesi sobre propietat intel·lectual. Advocat civilista en exercici des de 1993, es dedica des de 1998 a la docència al Departament de Dret Civil de la Universitat de València. També ha desenvolupat docència lligada al mercat laboral (màsters en la Universitat d'Alacant i en la Universitat Politècnica de València). Com a professional liberal ha estat membre fundador del despatx Altea Abogados en 2001, assessor jurídic de l'Associació d'Actors i Actrius Professionals Valencians fins a 2002, i d'altres organitzacions cíviques.
Membre fundador d'Iniciativa del Poble Valencià i de la Coalició Compromís, es declarà valedor de la nova cultura política de la participació ciutadana. Va ser triat per a representar-les al Senat per la circumscripció de València a les Eleccions generals espanyoles de 2011, sense resultar elegit. El 2014 va presentar-se també a les primàries per a ser cap de llista de Primavera Europea, i va quedar en segona posició per darrere de Jordi Sebastià, que acabaria sent eurodiputat. A Coalició Compromís, ha estat encarregat de posar-se en contacte amb els grups de valencians a l'exterior i participà en la coordinació del programa electoral. Va ser elegit diputat per la província de València a les eleccions generals espanyoles de 2015 i 2016.
Posteriorment, es va donar de baixa de la coalició a través d'una carta oberta a la militància on explicava que la seua decisió es devia a la constatació de la paràlisi de la seua voluntat transformadora i la seua voluntària irrellevància en els camps estatal i europeu. El setembre de l'any 2019, Bataller funda el partit d'àmbit valencià Via Mediterrània, el qual concorregué a les eleccions generals de 2023 junt amb República Valenciana-Partit Valencianista Europeu en la coalició Estat Valencià del Benestar.
Al març del 2025, la formació política publica «un missatge a les xarxes socials en que comunica la decisió de dissoldre el partit».